# 에반 크룩스
에반 크룩스(Evan Crooks, 1994년 7월 15일 ~ )는 미국의 배우, 텔레비전 배우이다.
프레즈노에서 태어났다.

## 방송
- 캐주얼
- 캐리 다이어리 시즌1

## 영화
- 레이즈드 바이 울브스 (2014년)
- 어 할로윈 퍼피 (2012년)